# Светско првенство у хокеју на леду 2019 — Дивизија I
Светско првенство дивизије I у хокеју на леду за 2019, је био међународни турнир у хокеју на леду који је организовала Међународна хокејашка федерација.
Турнир Групе А одржан је у Нур Султану, Казахстан, од 29. априла до 5. маја, а турнир Групе Б у Талину, Естонија, од 28. априла до 4. маја 2019. године.
Казахстан је освојио турнир Групе А и остварио пласман у топ дивизију, док је Литваније завршила последња и испала у групу Б.  Румунија је освојила Групу Б и остварила пласман у групу А, а Холандија је испала у другу дивизију група А.

## Група А
Првенство прве дивизије групе А на светском шампионату 2019. играло се од 29. априла до 5. маја у Нур Султану, Казахстан. Све утакмице су се играле у Барис арени у Нур Султану. На турниру је учествовало 6 екипа, четири из Европе и две из Азије, играло се по лигашком систему у пет кола. Две првопласиране екипе су обезбедиле наступ на првенству топ дивизије за 2020. годину, а последњепласирана је испала у групу Б.
Титулу светског првака у првој дивизији групе А освојила је селекција Казахстана која је остварила четири победе и једну победу након продужетака на турниру. На одиграних 15 утакмица постигнуто је укупно 81 голова, односно 5,4 погодака по утакмици. Све мечеве је уживо пратило 41.554 гледалаца или у просеку 2.770 гледаоца по утакмици. Титулу најефикаснијег играча турнира понео је играч Словеније, Јан Дрозг са 7 поена.

### Учесници
| Екипа        | Квалификације                           |
| ------------ | --------------------------------------- |
| Белорусија   | 15. место у Топ дивизији, 2018. године  |
| Јужна Кореја | 16. место у Топ дивизији, 2018. године  |
| Казахстан    | Домаћин, 3. место у Дивизији I, Група А |
| Мађарска     | 4. место у Дивизији I, Група А          |
| Словенија    | 5. место у Дивизији I, Група А          |
| Литванија    | 1. место у Дивизији I, Група Б          |

### Судије
За турнир су изабране седам судија и седам линијских судија.
| Главне судије | Линијске судије |
| --- | --- |
| - Александре Гарон - Робин Шир - Кристијан Викман - Рој Стијан Хансен - Јури Оскирко - Марк Алајн Виганд - Кристоффер Холм | - Фредерик Моне - Маркус Хагерстром - Николас Константино - Парк Јун-су - Александер Валдејер - Роман Вилета - Тобијас Нордландер |

### Резултати и табела
|  | Пласман на СП 2020                      |
|  | Испали на СП 2020, дивизија I − група Б |

| #          | Репрезентација | Ут | П | Ппр | Ипр | И | ГД | ГП | ГР  | Бод |
| ---------- | -------------- | -- | - | --- | --- | - | -- | -- | --- | --- |
| 1. (17/52) | Казахстан      | 5  | 4 | 1   | 0   | 0 | 16 | 7  | +9  | 14  |
| 2. (18/52) | Белорусија     | 5  | 3 | 0   | 1   | 1 | 14 | 12 | +2  | 10  |
| 3. (19/52) | Јужна Кореја   | 5  | 3 | 0   | 0   | 2 | 16 | 11 | +5  | 9   |
| 4. (20/52) | Словенија      | 5  | 2 | 0   | 0   | 3 | 21 | 12 | +9  | 6   |
| 5. (21/52) | Мађарска       | 5  | 1 | 0   | 0   | 4 | 7  | 18 | −11 | 3a  |
| 6. (22/52) | Литванија      | 5  | 1 | 0   | 0   | 4 | 7  | 21 | -14 | 3a  |

Извор:ИИХФ

Правила пласмана: 1) бодови; 2) међусобни сусрет; 3) међусобна гол-разлика; 4) међусобни број постигнутих голова; 5) резултат против најближе најбоље рангиране екипе ван изједначених екипа; 6) резултат против другопласиране екипе ван изједначених екипа; 7) носиоци пре турнира. 

Напомена: а Литванија 1–4 Мађарска

| 29. април 2019. 12:30 | Мађарска | 1 : 5 1:1, 0:2, 0:2 | Јужна Кореја | Борис арена, Нур Султан Посетилаца: 922 |

| Извор | Извор | Извор | Извор | Извор |
| ----- | ----- | ----- | ----- | ----- |
|       |       |       |       |       |
|       |       |       |       |       |
|       |       |       |       |       |
|       |       |       |       |       |

| 29. април 2019. 16:00 | Литванија | 3 : 4 2:3, 0:0, 1:1 | Белорусија | Борис арена, Нур Султан Посетилаца: 625 |

| Извор | Извор | Извор | Извор | Извор |
| ----- | ----- | ----- | ----- | ----- |
|       |       |       |       |       |
|       |       |       |       |       |
|       |       |       |       |       |
|       |       |       |       |       |

| 29. април 2019. 19:30 | Словенија | 2 : 3 0:2, 0:1, 0:1 | Казахстан | Борис арена, Нур Султан Посетилаца: 7.923 |

| Извор | Извор | Извор | Извор | Извор |
| ----- | ----- | ----- | ----- | ----- |
|       |       |       |       |       |
|       |       |       |       |       |
|       |       |       |       |       |
|       |       |       |       |       |

| 30. април 2019. 16:00 | Јужна Кореја | 5 : 3 1:3, 3:0, 1:0 | Словенија | Борис арена, Нур Султан Посетилаца: 780 |

| Извор | Извор | Извор | Извор | Извор |
| ----- | ----- | ----- | ----- | ----- |
|       |       |       |       |       |
|       |       |       |       |       |
|       |       |       |       |       |
|       |       |       |       |       |

| 30. април 2019. 19:30 | Белорусија | 3 : 1 1:0, 1:0, 1:1 | Мађарска | Борис арена, Нур Султан Посетилаца: 648 |

| Извор | Извор | Извор | Извор | Извор |
| ----- | ----- | ----- | ----- | ----- |
|       |       |       |       |       |
|       |       |       |       |       |
|       |       |       |       |       |
|       |       |       |       |       |

| 1. мај 2019. 16:30 | Казахстан | 3 : 1 1:0, 1:0, 1:1 | Литванија | Борис арена, Нур Султан Посетилаца: 1.265 |

| Извор | Извор | Извор | Извор | Извор |
| ----- | ----- | ----- | ----- | ----- |
|       |       |       |       |       |
|       |       |       |       |       |
|       |       |       |       |       |
|       |       |       |       |       |

| 2. мај 2019. 12:30 | Литванија | 1 : 4 1:2, 0:2, 0:0 | Мађарска | Борис арена, Нур Султан Посетилаца: 513 |

| Извор | Извор | Извор | Извор | Извор |
| ----- | ----- | ----- | ----- | ----- |
|       |       |       |       |       |
|       |       |       |       |       |
|       |       |       |       |       |
|       |       |       |       |       |

| 2. мај 2019. 16:00 | Белорусија | 4 : 1 1:0, 0:0, 3:1 | Словенија | Борис арена, Нур Султан Посетилаца: 555 |

| Извор | Извор | Извор | Извор | Извор |
| ----- | ----- | ----- | ----- | ----- |
|       |       |       |       |       |
|       |       |       |       |       |
|       |       |       |       |       |
|       |       |       |       |       |

| 2. мај 2019. 19:30 | Јужна Кореја | 1 : 4 0:2, 0:1, 1:1 | Казахстан | Борис арена, Нур Султан Посетилаца: 5.766 |

| Извор | Извор | Извор | Извор | Извор |
| ----- | ----- | ----- | ----- | ----- |
|       |       |       |       |       |
|       |       |       |       |       |
|       |       |       |       |       |
|       |       |       |       |       |

| 3. мај 2019. 19:30 | Мађарска | 0 : 6 0:1, 0:3, 0:2 | Словенија | Борис арена, Нур Султан Посетилаца: 1.012 |

| Извор | Извор | Извор | Извор | Извор |
| ----- | ----- | ----- | ----- | ----- |
|       |       |       |       |       |
|       |       |       |       |       |
|       |       |       |       |       |
|       |       |       |       |       |

| 4. мај 2019. 14:00 | Јужна Кореја | 1 : 2 0:1, 0:0, 1:1 | Литванија | Борис арена, Нур Султан Посетилаца: 321 |

| Извор | Извор | Извор | Извор | Извор |
| ----- | ----- | ----- | ----- | ----- |
|       |       |       |       |       |
|       |       |       |       |       |
|       |       |       |       |       |
|       |       |       |       |       |

| 4. мај 2019. 17:30 | Казахстан | 3 : 2 (про) 2:0, 0:1, 0:1, 1:0 | Белорусија | Борис арена, Нур Султан Посетилаца: 7.418 |

| Извор | Извор | Извор | Извор | Извор |
| ----- | ----- | ----- | ----- | ----- |
|       |       |       |       |       |
|       |       |       |       |       |
|       |       |       |       |       |
|       |       |       |       |       |

| 5. мај 2019. 12:30 | Словенија | 9 : 0 2:0, 4:0, 3:0 | Литванија | Борис арена, Нур Султан Посетилаца: 361 |

| Извор | Извор | Извор | Извор | Извор |
| ----- | ----- | ----- | ----- | ----- |
|       |       |       |       |       |
|       |       |       |       |       |
|       |       |       |       |       |
|       |       |       |       |       |

| 5. мај 2019. 16:00 | Белорусија | 1 : 4 1:0, 0:1, 0:3 | Јужна Кореја | Борис арена, Нур Султан Посетилаца: 349 |

| Извор | Извор | Извор | Извор | Извор |
| ----- | ----- | ----- | ----- | ----- |
|       |       |       |       |       |
|       |       |       |       |       |
|       |       |       |       |       |
|       |       |       |       |       |

| 5. мај 2019. 19:30 | Казахстан | 3 : 1 0:0, 1:0, 2:1 | Мађарска | Борис арена, Нур Султан Посетилаца: 7.096 |

| Извор | Извор | Извор | Извор | Извор |
| ----- | ----- | ----- | ----- | ----- |
|       |       |       |       |       |
|       |       |       |       |       |
|       |       |       |       |       |
|       |       |       |       |       |

Напомена: Сатница свих утакмица је по локалном времену UTC+6.

## Група Б
Првенство прве дивизије групе Б на светском шампионату 2019. играло се од 28. априла до 4. маја у Талину, Естонија. Све утакмице су се играле у Леденој дворани Тондираба у Талину. На турниру је учествовало 6 екипа, пет из Европе и једна из Азије, играло се по лигашком систему у пет кола. Првопласирана екипа обезбедила је наступ на првенство прве дивизије групе А за 2020. годину, а последњепласирана је испала на првенство друге дивизије групе А за 2020. годину.
Титулу светског првака у другој дивизији групе Б освојила је селекција Румуније која је остварила три победе и две победе након продужетака на турниру. На одиграних 15 утакмица постигнуто је укупно 100 голова, односно 6,67 погодака по утакмици. Све мечеве је уживо пратило 16.174 гледалаца или у просеку 1.078 гледаоца по утакмици. Најефикаснији играч турнира је био нападач селекције Пољске Дамијан Капица са 10 поена. 

### Учесници
| Екипа     | Квалификације                           |
| --------- | --------------------------------------- |
| Пољска    | 6. место у Дивизији I, Група А          |
| Јапан     | 2. место у Дивизији I, Група Б          |
| Естонија  | Домаћин, 3. место у Дивизији I, Група Б |
| Украјина  | 4. место у Дивизији I, Група Б          |
| Румунија  | 5. место у Дивизији I, Група Б          |
| Холандија | 1. место у Дивизији II, Група А         |

### Судије
За турнир су изабране четири судије и седам линијских судија.
| Главне судије                                                         | Линијске судије                                                                                             |
| --------------------------------------------------------------------- | --- |
| - Кристијан Николић - Мадс Франдсен - Гофри Барсело - Миклос Хасшониц | - Давид Нотегер - Тоиво Тилку - Џонас Мертен - Јевгени Јудин - Иван Недељковић - Гашпер Зганц - Џејк Дејвис |

### Резултати и табела
|  | Пласман на СП 2020, дивизија I − група А |
|  | Испали на СП 2020, дивизија II − група А |

| #          | Репрезентација | Ут | П | Ппр | Ипр | И | ГД | ГП | ГР  | Бод |
| ---------- | -------------- | -- | - | --- | --- | - | -- | -- | --- | --- |
| 1. (23/52) | Румунија       | 5  | 3 | 2   | 0   | 0 | 18 | 9  | +9  | 13a |
| 2. (24/52) | Пољска         | 5  | 4 | 0   | 1   | 0 | 27 | 13 | +14 | 13a |
| 3. (25/52) | Јапан          | 5  | 2 | 0   | 0   | 3 | 16 | 17 | -1  | 6б  |
| 4. (26/52) | Естонија       | 5  | 1 | 1   | 1   | 2 | 15 | 16 | -1  | 6б  |
| 5. (27/52) | Украјина       | 5  | 1 | 0   | 1   | 3 | 17 | 20 | -3  | 4   |
| 6. (28/52) | Холандија      | 5  | 1 | 0   | 0   | 4 | 7  | 25 | -18 | 3   |

Извор:ИИХФ 

Правила пласмана: 1) бодови; 2) међусобни сусрет; 3) међусобна гол-разлика; 4) међусобни број постигнутих голова; 5) резултат против најближе најбоље рангиране екипе ван изједначених екипа; 6) резултат против другопласиране екипе ван изједначених екипа; 7) носиоци пре турнира. 

Напомена: а - Пољска 2:3 (про) Румунија

б -Јапан 5:2 Естонија

| 28. април 2019. 13:00 | Украјина | 2 : 3 1:2, 1:1, 0:0 | Јапан | Ледена дворана Тондираба, Талин Посетилаца: 450 |

| Извор | Извор | Извор | Извор | Извор |
| ----- | ----- | ----- | ----- | ----- |
|       |       |       |       |       |
|       |       |       |       |       |
|       |       |       |       |       |
|       |       |       |       |       |

| 28. април 2019. 16:30 | Румунија | 4 : 3 (пен) 2:0, 0:2, 1:1, 0:0, 1:0 | Естонија | Ледена дворана Тондираба, Талин Посетилаца: 1.543 |

| Извор | Извор | Извор | Извор | Извор |
| ----- | ----- | ----- | ----- | ----- |
|       |       |       |       |       |
|       |       |       |       |       |
|       |       |       |       |       |
|       |       |       |       |       |

| 28. април 2019. 20:00 | Холандија | 1 : 8 1:1, 0:2, 0:5 | Пољска | Ледена дворана Тондираба, Талин Посетилаца: 352 |

| Извор | Извор | Извор | Извор | Извор |
| ----- | ----- | ----- | ----- | ----- |
|       |       |       |       |       |
|       |       |       |       |       |
|       |       |       |       |       |
|       |       |       |       |       |

| 29. април 2019. 13:00 | Јапан | 2 : 3 2:0, 0:2, 0:1 | Румунија | Ледена дворана Тондираба, Талин Посетилаца: 240 |

| Извор | Извор | Извор | Извор | Извор |
| ----- | ----- | ----- | ----- | ----- |
|       |       |       |       |       |
|       |       |       |       |       |
|       |       |       |       |       |
|       |       |       |       |       |

| 29. април 2019. 16:30 | Пољска | 7 : 3 2:1, 4:1, 1:1 | Украјина | Ледена дворана Тондираба, Талин Посетилаца: 579 |

| Извор | Извор | Извор | Извор | Извор |
| ----- | ----- | ----- | ----- | ----- |
|       |       |       |       |       |
|       |       |       |       |       |
|       |       |       |       |       |
|       |       |       |       |       |

| 29. април 2019. 20:00 | Естонија | 4 : 1 1:0, 2:1, 1:0 | Холандија | Ледена дворана Тондираба, Талин Посетилаца: 1.952 |

| Извор | Извор | Извор | Извор | Извор |
| ----- | ----- | ----- | ----- | ----- |
|       |       |       |       |       |
|       |       |       |       |       |
|       |       |       |       |       |
|       |       |       |       |       |

| 1. мај 2019. 13:00 | Холандија | 1 : 8 1:0, 2:1, 1:0 | Украјина | Ледена дворана Тондираба, Талин Посетилаца: 398 |

| Извор | Извор | Извор | Извор | Извор |
| ----- | ----- | ----- | ----- | ----- |
|       |       |       |       |       |
|       |       |       |       |       |
|       |       |       |       |       |
|       |       |       |       |       |

| 1. мај 2019. 16:30 | Јапан | 5 : 2 4:1, 0:0, 1:1 | Естонија | Ледена дворана Тондираба, Талин Посетилаца: 2.235 |

| Извор | Извор | Извор | Извор | Извор |
| ----- | ----- | ----- | ----- | ----- |
|       |       |       |       |       |
|       |       |       |       |       |
|       |       |       |       |       |
|       |       |       |       |       |

| 1. мај 2019. 20:00 | Пољска | 2 : 3 (про) 0:1, 0:0, 2:1 | Румунија | Ледена дворана Тондираба, Талин Посетилаца: 387 |

| Извор | Извор | Извор | Извор | Извор |
| ----- | ----- | ----- | ----- | ----- |
|       |       |       |       |       |
|       |       |       |       |       |
|       |       |       |       |       |
|       |       |       |       |       |

| 2. мај 2019. 13:00 | Јапан | 2 : 3 0:1, 0:1, 2:1 | Холандија | Ледена дворана Тондираба, Талин Посетилаца: 238 |

| Извор | Извор | Извор | Извор | Извор |
| ----- | ----- | ----- | ----- | ----- |
|       |       |       |       |       |
|       |       |       |       |       |
|       |       |       |       |       |
|       |       |       |       |       |

| 2. мај 2019. 16:30 | Украјина | 1 : 5 0:2, 1:1, 0:2 | Румунија | Ледена дворана Тондираба, Талин Посетилаца: 450 |

| Извор | Извор | Извор | Извор | Извор |
| ----- | ----- | ----- | ----- | ----- |
|       |       |       |       |       |
|       |       |       |       |       |
|       |       |       |       |       |
|       |       |       |       |       |

| 2. мај 2019. 20:00 | Естонија | 2 : 3 0:1, 0:0, 2:2 | Пољска | Ледена дворана Тондираба, Талин Посетилаца: 2.150 |

| Извор | Извор | Извор | Извор | Извор |
| ----- | ----- | ----- | ----- | ----- |
|       |       |       |       |       |
|       |       |       |       |       |
|       |       |       |       |       |
|       |       |       |       |       |

| 4. мај 2019. 13:00 | Румунија | 3 : 1 1:0, 1:1, 1:0 | Холандија | Ледена дворана Тондираба, Талин Посетилаца: 431 |

| Извор | Извор | Извор | Извор | Извор |
| ----- | ----- | ----- | ----- | ----- |
|       |       |       |       |       |
|       |       |       |       |       |
|       |       |       |       |       |
|       |       |       |       |       |

| 4. мај 2019. 16:30 | Пољска | 7 : 4 1:1, 4:0, 2:3 | Јапан | Ледена дворана Тондираба, Талин Посетилаца: 842 |

| Извор | Извор | Извор | Извор | Извор |
| ----- | ----- | ----- | ----- | ----- |
|       |       |       |       |       |
|       |       |       |       |       |
|       |       |       |       |       |
|       |       |       |       |       |

| 4. мај 2019. 20:00 | Естонија | 4 : 3 (про) 1:3, 1:0, 1:0, 1:0 | Украјина | Ледена дворана Тондираба, Талин Посетилаца: 3.927 |

| Извор | Извор | Извор | Извор | Извор |
| ----- | ----- | ----- | ----- | ----- |
|       |       |       |       |       |
|       |       |       |       |       |
|       |       |       |       |       |
|       |       |       |       |       |

Напомена: Сатница свих утакмица је по локалном времену UTC+3.